# Wodówka północna
Wodówka północna (Stelgidopteryx serripennis) – gatunek małego ptaka z rodziny jaskółkowatych (Hirundinidae), zamieszkujący Amerykę Północną. Nie jest zagrożony.

## Systematyka
Takson ten bywał łączony w jeden gatunek z wodówką południową (S. ruficollis). Niekiedy wodówkę północną uznawano za gatunek monotypowy, ale obecnie zwykle wyróżnia się 6 podgatunków. Podgatunki ridgwayi i stuarti są czasami uznawane za odrębne gatunki.

## Podgatunki
Wyróżniono 6 podgatunków S. serripennis:
- wodówka północna[3] (S. serripennis serripennis) – południowo-wschodnia Alaska, południowa Kanada do zachodnio-środkowych, południowo-środkowych i południowo-wschodnich USA. Zimuje głównie od południowo-zachodniego Meksyku i Florydy na południe po Panamę[5].
- S. serripennis psammochroa – południowo-zachodnie USA do południowo-zachodniego Meksyku. Zimuje od środkowego Meksyku na południe po Panamę[5].
- S. serripennis fulvipennis – środkowy Meksyk do Kostaryki.
- wodówka jukatańska[3] (S. serripennis ridgwayi) – północny Jukatan.
- S. serripennis stuarti – Veracruz, Oaxaca i Chiapas (południowo-wschodni Meksyk) do wschodniej Gwatemali.
- S. serripennis burleighi – południowy Jukatan i Belize.

## Morfologia
Długość ciała 12,5–14,5 cm; masa ciała 10,3–18,3 g.
Wierzch ciała brązowy, gardło ciemne, dół piersi oraz brzuch białe. Ogon średniej długości, lekko wcięty.

## Zasięg, środowisko
Środkowa oraz południowa Ameryka Północna – od południowo-wschodniej Alaski i południowej Kanady po Kostarykę. Zimuje od skrajnego południa USA po Panamę. Populacje z południa zasięgu nie migrują. Występuje na terenach otwartych, zwykle w pobliżu wody.

## Zachowanie
Głęboko uderza skrzydłami; przeważnie lot aktywny, rzadziej lot ślizgowy. Żyje samotnie, pospolita i szeroko rozprzestrzeniona.
Zakłada gniazda w rurkach drenarskich, szczelinach mostów, starych norach itp. W zniesieniu 4–8 białych jaj. Ich inkubacja trwa 16–17 dni, a młode są w pełni opierzone po 17–22 dniach od wyklucia.
Żeruje ponad wodą, łapiąc małe latające owady w powietrzu lub czasami chwytając je z powierzchni wody.

## Status
Międzynarodowa Unia Ochrony Przyrody (IUCN) uznaje wodówkę północną za gatunek najmniejszej troski (LC, Least Concern); wodówkę jukatańską uznaje za osobny gatunek i również zalicza do kategorii najmniejszej troski. Organizacja Partners in Flight szacuje liczebność populacji lęgowej wodówki północnej na 18 milionów osobników. Trend liczebności populacji uznawany jest za spadkowy (w przypadku wodówki jukatańskiej nie jest on znany).